# Anaimalai
Anaimalai (o Anamalai, Anaimalais) è una suddivisione dell'India, classificata come town panchayat, di 16.556 abitanti, situata nel distretto di Coimbatore, nello stato federato del Tamil Nadu. In base al numero di abitanti la città rientra nella classe IV (da 10.000 a 19.999 persone).

## Geografia fisica
La città è situata a 10° 34' 60 N e 76° 55' 60 E e ha un'altitudine di 257 m s.l.m..

## Società

### Evoluzione demografica
Al censimento del 2001 la popolazione di Anaimalai assommava a 16.556 persone, delle quali 8.139 maschi e 8.417 femmine. I bambini di età inferiore o uguale ai sei anni assommavano a 1.519, dei quali 724 maschi e 795 femmine. Infine, coloro che erano in grado di saper almeno leggere e scrivere erano 11.791, dei quali 6.325 maschi e 5.466 femmine.